# Acronychia emarginata
Acronychia emarginata là một loài thực vật có hoa trong họ Cửu lý hương. Loài này được Lauterb. mô tả khoa học đầu tiên năm 1917.